# كاي بولك
كاي بولك (بالسويدية: Kay Pollak)‏ (و. 1938  م) هو مخرج أفلام، وكاتب سيناريو، ومخرج سويدي، ولد في غوتنبرغ.

## التعليم
تعلم في جامعة أوميو.

## وصلات خارجية
- كاي بولك على موقع IMDb (الإنجليزية)
- كاي بولك على موقع ألو سيني (الفرنسية)
- كاي بولك على موقع أول موفي (الإنجليزية)
- كاي بولك على موقع قاعدة بيانات الأفلام السويدية (السويدية)
- كاي بولك على موقع قاعدة بيانات الفيلم (الإنجليزية)
- كاي بولك على موقع كينوبويسك (الروسية)